# Rik Elfrink
Rik Elfrink (Didam, 28 april 1974) is een Nederlandse sportjournalist en auteur. Hij is werkzaam voor het Algemeen Dagblad en Eindhovens Dagblad.

## Loopbaan
Elfrink studeerde rechten in Nijmegen, en verhuisde naar de regio Eindhoven in de jaren 90. Hij werkte bij de Rabobank als jurist.
In 1999 werd hij zevende op het NK tijdrijden.
Sinds 2003 was Elfrink werkzaam bij de economieredactie van het Eindhovens Dagblad. Sinds april 2011 nam hij in plaats daarvan de portefeuille PSV op zich.
In januari 2024 werd Elfrink door de Nederlandse beroepsorganisatie NSP uitgeroepen tot Sportjournalist van het Jaar 2023.
Elfrink produceert wekelijks de podcast "Heet van de Herdgang", waarin hij PSV bespreekt. Tevens werkt hij samen met oud-coach Aad de Mos aan een wekelijkse video-rubriek over de Eredivisie. Daarnaast is hij af en toe te zien of te horen in andere televisieprogramma's, radio-uitzendingen en voetbalpodcasts, waaronder bijdragen aan het Algemeen Dagblad en Omroep Brabant. 
Naast zijn werk als journalist schreef hij een boek en heeft hij bijgedragen aan het boek Eendracht over het kampioenschap van PSV in 2024.